# Đa thức Legendre
Trong toán học, các hàm Legendre là các hàm số thỏa mãn phương trình vi phân Legendre:
{\displaystyle {d \over dx}\left[(1-x^{2}){d \over dx}P(x)\right]+n(n+1)P(x)=0.}
Phương trình vi phân này được đặt tên theo nhà toán học Pháp Adrien-Marie Legendre, và thường hay gặp trong vật lý học hay các ngành kỹ thuật. Đặc biệt, nó xuất hiện trong việc giải phương trình Laplace trong hệ tọa độ cầu.
Nghiệm của phương trình tồn tại khi |x| < 1. Tại x = ± 1 giá trị của nghiệm sẽ hữu hạn nếu n là số nguyên không âm, n = 0, 1, 2,.... Trong trường hợp này, các nghiệm tạo thành dãy đa thức của các đa thức trực giao gọi là đa thức Legendre.
Một đa thức Legendre thường được ký hiệu là Pn(x) và là một đa thức bậc n. Các đa thức này có thể được biểu diễn bằng công thức Rodrigues:
{\displaystyle P_{n}(x)=(2^{n}n!)^{-1}{d^{n} \over dx^{n}}\left[(x^{2}-1)^{n}\right].}

## Ví dụ
Một vài đa thức Legendre bậc nhỏ:
| n | {\displaystyle P_{n}(x)\,}                                                                  |
| 0 | {\displaystyle 1\,}                                                                         |
| 1 | {\displaystyle x\,}                                                                         |
| 2 | {\displaystyle {\begin{matrix}{\frac {1}{2}}\end{matrix}}(3x^{2}-1)\,}                      |
| 3 | {\displaystyle {\begin{matrix}{\frac {1}{2}}\end{matrix}}(5x^{3}-3x)\,}                     |
| 4 | {\displaystyle {\begin{matrix}{\frac {1}{8}}\end{matrix}}(35x^{4}-30x^{2}+3)\,}             |
| 5 | {\displaystyle {\begin{matrix}{\frac {1}{8}}\end{matrix}}(63x^{5}-70x^{3}+15x)\,}           |
| 6 | {\displaystyle {\begin{matrix}{\frac {1}{16}}\end{matrix}}(231x^{6}-315x^{4}+105x^{2}-5)\,} |

Đồ thị của các đa thức này (đến bậc n = 10) được vẽ bên dưới:

## Tính chất

### Tính trực giao
Các đa thức Legendre là trực giao với tích trong L2 trong khoảng −1 ≤ x ≤ 1:
{\displaystyle \int _{-1}^{1}P_{m}(x)P_{n}(x)\,dx={2 \over {2n+1}}\delta _{mn}}
với δmn là hàm delta Kronecker, bằng 1 nếu m = n và 0 nếu m ≠ n.
Lý do của tính trực giao là phương trình vi phân Legendre có thể coi là một bài toán Sturm–Liouville
{\displaystyle {d \over dx}\left[(1-x^{2}){d \over dx}\right]P(x)=-\lambda P(x),}
với các trị riêng λ tương ứng với n(n+1).

### Tính đối xứng
Các đa thức Legendre thỏa mãn
{\displaystyle P_{n}(-x)=(-1)^{n}P_{n}(x).\,}

### Chuẩn hóa
Khi chuẩn hóa, giá trị của đa thức Legendre tại 1 là:
{\displaystyle P_{n}(1)=1\,}
và, theo tính đối xứng ở trên, tại -1 là:
{\displaystyle P_{n}(-1)=(-1)^{n}\,}
Tại 0:
{\displaystyle P_{n}(0)=0\,}
nếu n là số nguyên lẻ.
Giá trị đạo hàm tại 1 là:
{\displaystyle P_{n}'(1)={\frac {n(n+1)}{2}}\,}

### Đệ quy
Đa thức Legendre thỏa mãn các liên hệ đệ quy:
{\displaystyle (n+1)P_{n+1}=(2n+1)xP_{n}-nP_{n-1}}
và
{\displaystyle {x^{2}-1 \over n}{d \over dx}P_{n}=xP_{n}-P_{n-1}.}
và
{\displaystyle (2n+1)P_{n}={d \over dx}\left[P_{n+1}-P_{n-1}\right].}